# Girl (ASKAの曲)
「Girl」（ガール）は、ASKAの楽曲。自身の7作目のシングルとして、東芝EMIから1998年3月11日に発売された。

## 背景
当初1998年の活動はソロではなく、CHAGE&ASKA（現：CHAGE and ASKA）を再び活動する予定であった。しかし、これからのCHAGE&ASKAの活動をよりよいものにするために引き続きソロとして続けられた:351-352。ASKAはソロ活動をCHAGE&ASKAの合間の活動として行うのではなく、「一人のシンガー」としての姿をもっと打ち出してもよいと考え、ソロ活動を“やり尽くして”みることにしたという:351-352。

## 収録曲
| 全作詞・作曲: 飛鳥涼。 |                  |           |            |                  |      |
| #                      | タイトル         | 作詞      | 作曲・編曲 | 編曲             | 時間 |
| 1.                     | 「GIRL」         | 飛鳥涼    | 飛鳥涼     | 飛鳥涼、松本晃彦 | 5:02 |
| 2.                     | 「花は咲いたか」 | 飛鳥涼    | 飛鳥涼     | 松本晃彦         | 4:15 |
| 合計時間:              | 合計時間:        | 合計時間: | 9:17       |                  |      |

## 楽曲解説
1. GIRL
自身出演の日本電気 CMソング。
年相応の恋愛観を書いてみたくなったという。また、歌い手をすんなり受け止めてもらえるものを意識したとしている[3]。作詞をする時にテーマが浮かぶまで時間が要していたが、浮かび上がった後はすぐに取りかかっている[1]:354。
本楽曲のギターは始め、バイオリンのピチカートを入れていたが、ASKAと松本晃彦で作業を行っている際に松本がガットギターを取り出して、楽曲に取り入れたという[1]:354。
2. 花は咲いたか
作詞は3日間部屋を出ずに行ったが、全く書けずにいたため歌入れの直前でテーマを変更している。テーマは「男同士の歌」であることから、「CHAGE（現：Chage）のことを歌っている」とよく言われるという。しかし、ASKAは「歌が世の中に出ていくということは、それなりの覚悟が必要なことだし、そう聴いてくれた人に『それは誤解だ』という必要もない」と公言している[1]:354-355。
ASKAは、「今回の2曲は、系統が違って相反するものに聴こえるかもしれないけど、音的にはつながっているので、あまり違和感はないと思う」と評価している[4]。

## 収録アルバム
国内盤
- kicks (#1,#2)
- ASKA the BEST Selection 1988-1998 (#1)
- We are the Fellows (#1)

海外盤
- Asian Communications Best (#1)

## 参加ミュージシャン
- Robbie McIntosh - ギター (#1、#2)
- Jeremy Meehan - ベース (#2)
- Chris Whitten - ドラム (#2)
- 松本晃彦 - キーボード (#1、#2)
- 森下晃 - プログラミング (#1、#2)
- Wil Malone - Strings Arranged & Conducted (#1)
- London Session Orchestra - Strings (#1)

## カバー作品
Girl
ナー・イン（那英） 「相見不如懐念 -Weep No More-」というタイトルでカバーしている。映画『ホーク/B計画』主題歌およびテレビドラマ『警壇風雲』エンディングテーマに起用された。